# Benito Ros
Benito Ros Charral, né le 2 mai 1981 à Abárzuza, est un pilote de VTT espagnol. Pratiquant le trial, il est huit fois champion du monde de trial 20 pouces entre 2003 et 2014 et sept fois champion du monde de trial par équipes.
En 2011, après le championnat du monde qu'il a remporté, il est contrôlé positif au prednisolone un corticostéroïde. Il est suspendu deux ans, de septembre 2011 à septembre 2013. Cette suspension est rendue définitive par la décision du Tribunal arbitral du sport du 4 mars 2014. Ayant continué de courir durant cette période, Benito Ros voit ses résultats annulés, dont ses victoires aux championnats du monde de 2011 et 2012.

## Palmarès

### Championnats du monde
|             | 1998 (junior) | 1999 | 2000 | 2001 | 2002 | 2003 | 2004 | 2005 | 2006 | 2007 | 2008 | 2009 | 2010 | 2011 | 2012 | 2013 | 2014 | 2015 | 2016 |
| ----------- | ------------- | ---- | ---- | ---- | ---- | ---- | ---- | ---- | ---- | ---- | ---- | ---- | ---- | ---- | ---- | ---- | ---- | ---- | ---- |
| 20 Pouces   | 3             |      |      | 3    |      | 1    | 1    | 1    | 3    | 1    | 1    | 1    | 1    |      |      | 3    | 1    | 3    | 2    |
| 26 Pouces   |               |      |      |      |      |      |      | 3    |      |      |      |      | 2    |      |      |      |      |      |      |
| Par équipes |               |      |      |      |      |      | 1    | 2    | 3    | 1    | 1    | 1    | 1    |      | 1    | 1    |      |      |      |